# Mariam al-Asturlabi
Mariam al-Asturlabi o Al-'Iŷliyah bint al-'Iŷli al-Asturlabi (árabe: العجلية بنت العجلي الأسطرلابي), fue una astrónoma y fabricante de astrolabios en Alepo, actualmente en el norte de Siria.

## Biografía
Conocida como al-'Iŷli al-Asturlabi. Según Ibn al-Nadim, Mariam al-Asturlabi fue aprendiz (tilmīthah) de Muḥammad ibn ʿAbd Allāh Nasṭūlus.

## Trayectoria
Mariam al-Asturlabi desarrolló y fabricó astrolabios, un instrumento astronómico para la navegación, durante el siglo X. Trabajó al servicio de Sayf al-Dawla, emir de Alepo, que gobernó del 944 al 967.

## Premios y reconocimientos
Al asteroide del cinturón principal (7060) Al-ʻIjliya, descubierto por Henry E. Holt en el Observatorio Palomar en 1990, se le puso ese nombre en su honor. El nombre de la cita se publicó el 14 de noviembre de 2016 (M.P.C. 102252).